# Митровац на Тари
Митровац на Тари је туристичко насеље и заселак насеља Перућац, на планини Тари, у општини Бајина Башта. Налази се на благо заталасаној истоименој висоравни, на 26 km од Бајине Баште, у висинској зони од 1.055 до 1.100 м.н.в. и најпознатије по великом дечјем одмаралишту.

## Положај
Митровац је до 1956. био скоро ненасељено место када га је група природњака из Академије наука изабрала за будуће дечје летовалиште због стабилне климе, чистог ваздуха, великог броја сунчаних сати и нарочито „руже ветрова”. Наиме на Митровцу стално пирка поветарац доносећи чист ваздух.
Насеље је плански изграђено 1979. године као туристички центар, На Митровцу постоји дечје одмаралиште, шест павиљона са 600 лежајева, изграђено од 1977. до 1979. године, Спортски камп „Митровац”, Авантуристички адреналин парк, рекреативна жичара Тисово брдо-Митровац и Репушњак-Митровац, Центар за спортове на води „Језеро Заовине”, стадион, викендице за одмор и ловачки дом. Од осталих услужних објеката у насељу се налази објекат за извођење културних и туристичких манифестација - Центар за посетиоце НП Тара (са сувенарницом, инфо-пултом, природњачком и етно-поставком), пошта, етно ресторан Кчара и др.

## Туристичка зона на Митровцу
Туристичка зона на Митровцу, дефинисана је Просторним планом подручја посебне намене НП Тара и Мастер планом развоја туризма за планину Тару. Обухвата простор од Заовинског језера на југу, преко Митровца, до туристичке зоне и Перућачког језера на северу. Оријентисана је на развој рекреативног туризма, усмерена на ученичку популацију. 
У непосредној близини Митровца се налази Природни резерват прве (највише) категорије Црвени поток а у оквиру њега „Тепих ливада“.
Такође у оквиру Митровца је и Совина шумска учионица.
У близини Митровца су језера:
- Акумулација – Језеро Заовине (7),
- Језеро Перућац (12 km)

Видиковци:
- Ђавоља стена (7km)
- Козја стена (7 km)

Овде се налази Спомен-чесма Митровац.